# Жіноча юніорська збірна Ісландії з хокею із шайбою
Жіноча юніорська збірна Ісландії з хокею із шайбою — національна жіноча юніорська команда Ісландії, що представляє країну на міжнародних змаганнях з хокею із шайбою. Функціонування команди забезпечується федерацією Хокей Ісландії.

## Виступи на чемпіонатах світу
- 2022 — 9 місце (Дивізіон ІІ)
- 2023 — 3 місце (Дивізіон ІІВ)
- 2024 — 2 місце (Дивізіон ІІВ)
- 2025 — 2 місце (Дивізіон ІІВ)